# Etienne Ballabey

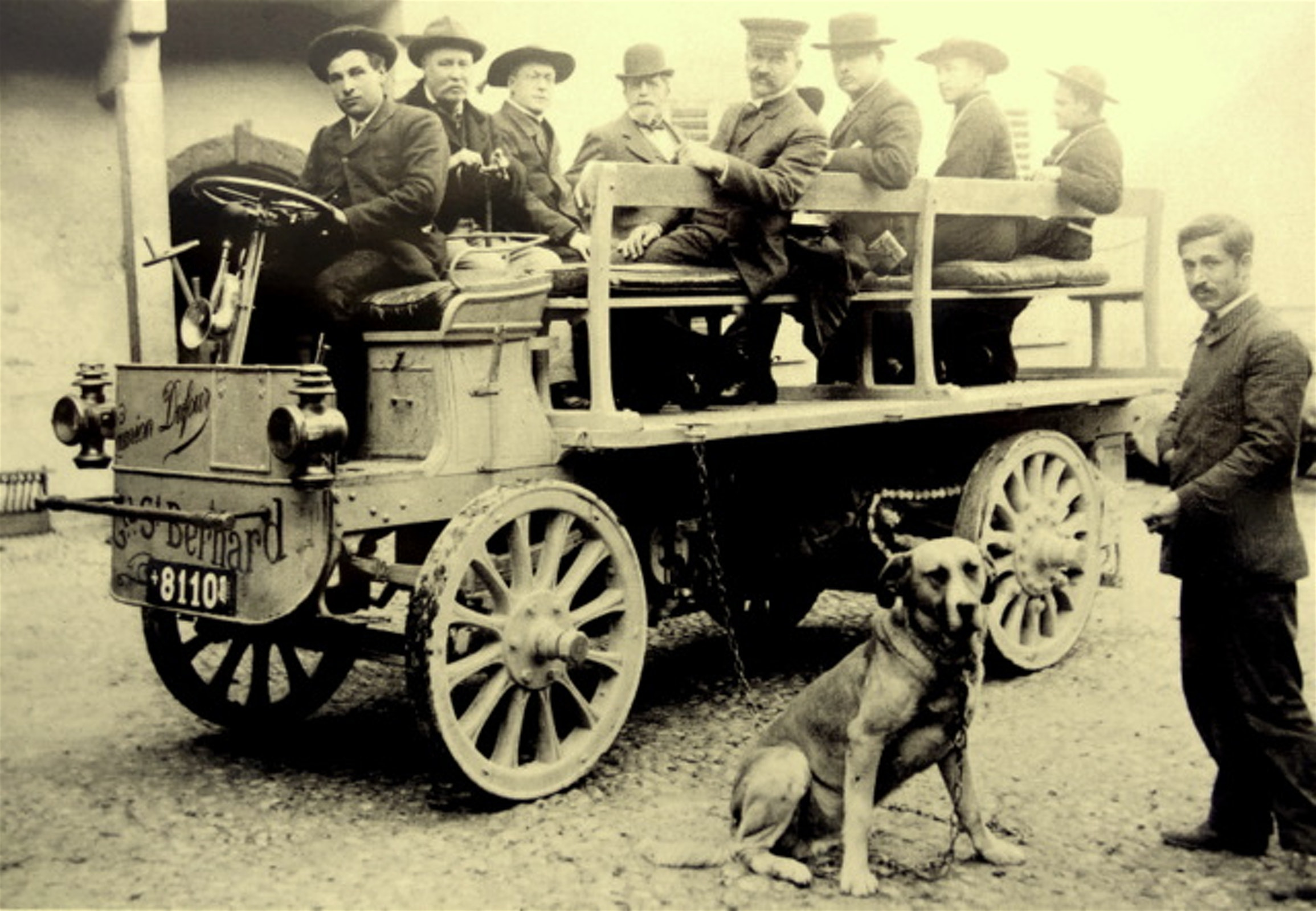
Fahrzeug von 1904

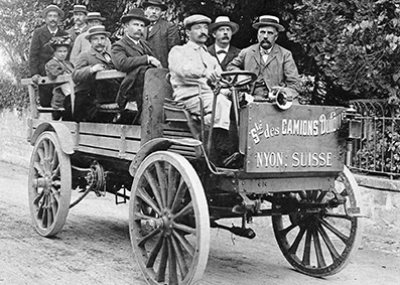
Fahrzeug von etwa 1905

Etienne Ballabey, vorher Dufour & Tissot und Société Anonyme des Camions Dufour, war ein Schweizer Hersteller von Nutzfahrzeugen und Motoren. Eine Quelle gibt durchgängig den Markennamen Dufour-Ballabey an.

## Unternehmensgeschichte
Die Herren Dufour und Tissot betrieben 1896 das Unternehmen Dufour & Tissot in Nyon. Zunächst stellten sie Einzylindermotoren als Stationärmotoren her. 1897 entstand auf Wunsch des Mehlhändlers Estier aus Sauverny der erste Lastkraftwagen, für den der Markenname Dufour & Tissot überliefert ist.
1905 zog sich Tissot zurück, Etienne Ballabey wurde Geschäftsleiter. Einhergehend erfolgte die Umfirmierung in Société Anonyme des Camions Dufour. Im selben Jahr wurde die Fertigung von Stationärmotoren aufgegeben. Die Marke hiess nun Dufour. 1908 soll ein Fahrzeug nach Argentinien exportiert worden sein. Viele Käufer kamen aus Frankreich.
1909 übernahm Ballabey das Unternehmen und änderte den Markennamen auf Ballabey.
Ab 1913 lautete die Firmierung Etienne Ballabey & Cie. 1914 hatte das Unternehmen 32 Mitarbeiter. Mit dem Ausbruch des Ersten Weltkriegs wurde das Unternehmen aufgelöst.
Mitte der 1920er Jahre wurde das Unternehmen wieder gegründet, stellte aber keine Kraftfahrzeuge mehr her.

## Fahrzeuge
Das erste Modell hatte eine selbst hergestellten Einzylindermotor.
Ab 1903 kam ein Zweizylindermotor mit 16 PS zum Einsatz. Er war längs hinter der Vorderachse eingebaut. Er trieb über ein Dreiganggetriebe, Lederriemen und Ketten die Hinterräder an. Als Höchstgeschwindigkeit sind 15 km/h angegeben.
1908 erschien ein Modell mit einem Dreizylindermotor, der quer hinter der Vorderachse und unter dem Fahrersitz eingebaut war. Die Kraftübertragung blieb unverändert. Dieses Modell blieb mit einigen Verbesserungen bis 1914 im Sortiment. Die letzten Wagen hatten einen Motor mit 100 mm Bohrung und 140 mm Hub, was 3299 cm³ Hubraum ergibt. Die Leistung war mit 18/24 PS angegeben. Die Nutzlasten lagen zwischen 2,5 und 3 Tonnen. Die Hinterachse hatte Doppelbereifung. 24 km/h waren maximal erreichbar.
Einige Fahrzeuge waren mit Sitzbänken für Personen ausgestattet.

## Passfahrt
Ein Fahrzeug fuhr am 11. September 1905 auf den Grossen St. Bernhard. Dies war das erste Mal, dass einem Fahrzeug dieser Art die steile Auffahrt gelang. Etwa 10 Personen wurden befördert.